# Cygnus (nave espacial)
La Cygnus es una nave espacial de suministros no tripulada desarrollada por Orbital Sciences Corporation como parte del programa  Servicio Comercial de Abastecimiento dentro de programa Commercial Orbital Transportation Services (COTS) de la NASA. En 2014 Orbital Sciences Corporation se fusionó con la empresa Thales Alenia Space y paso a llamarse Orbital ATK. En 2018 esta nueva empresa fue absorbida por Northrop Grumman pasándose a llamar Northrop Grumman Innovation Systems y asumiendo el contrato CRS que tenía con la NASA

## Desarrollo
Está diseñada para transportar suministros a la Estación Espacial Internacional (ISS) tras el fin del programa del transbordador espacial estadounidense en 2011. Desde agosto de 2000, las misiones de suministro no tripuladas a la ISS se han realizado regularmente con naves Progress rusas, así como cinco vuelos del ATV europeo de la ESA, que fue retirado en 2014, y un total de nueve vuelos del vehículo de transferencia H-II japonés de la JAXA. Deste el año 2011 la NASA realiza sus misiones de suministros a la ISS  con las naves Cygnus y Dragon desarrolladas mediante el programa CRS con un total de veinte vuelos de la cápsula Dragon y otros 10 vuelos de la Cygnus en la primera fase del programa. Actualmente desde 2019 se está realizando la segunda fase del programa CRS-2 y a finales de 2021 lleva un total de cuatro vuelos de Cápsula Dragon 2 Cargo de SpaceX y seis vuelos con las cápsulas Cygnus, y todavía tiene pendiente su primera misión la nave Dream Chaser de Sierra Nevada. Con el desarrollo de estas naves de carga la NASA buscaba aumentar su colaboración con la aviación comercial interna y la industria aeronáutica.

## Misiones
Estaba previsto realizar el primer lanzamiento en diciembre de 2010, a bordo de un cohete Antares (anteriormente llamado Taurus II). Tras postergarse, en febrero de 2013, se anunció que la primera misión de una cápsula Cygnus no se llevaría a cabo hasta junio de 2013. Tras retrasarse de nuevo, la nave fue lanzada hacia la ISS en septiembre de 2013, seguida de una nueva cápsula en enero de 2014. En total fueron lanzadas cuatro misiones Cygnus por Orbital Sciences Corporation antes de su fusión con Thales Alenia Space, hasta la misión  Cygnus CRS-3. La noche del martes 28 de octubre de 2014 (a las 22:23 aproximadamente, hora local), durante su lanzamiento a bordo del cohete Antares, la cápsula espacial  Cygnus CRS-3 explotó, a pocos segundos de haber iniciado el despegue.
A partir de la misión OA-4 (CRS-4), la nomenclatura de las naves cambio de Orb-X por OA-X, debido a la creación de la nueva empresa Orbital ATK, dicha nomenclatura se mantuvo hasta 2018 con la 10.ª misión OA-9 (CRS-9), momento en que la empresa fue absorbida por Northrop Grumman y la nomenclatura volvió a cambiar a NG-X, que se mantiene hasta la actualidad. 
La misión Cygnus CRS OA-8, la cual llevó suministros a la Estación Espacial Internacional el 12 de noviembre de 2017.
A finales de 2021 se han realizado un total de 17 misiones de abastecimiento con la nave Cygnus, siendo la última la misión Cygnus NG-16 de septiembre de 2021 a noviembre de 2021. En 2022 se esperan 3 vuelos de suministros de esta nave a la  ISS.
El 2 de agosto de 2023 a las 0:31 UTC (6:31 PM hora local de México del 1 de agosto) despego la misión de reabastecimiento Cygnus NG-19 a a bordo del Antares (cohete) 230+ siendo este su último vuelo. Después del retiro del Antares (cohete) 230+ de Northrop Grumman, las próximas misiones Cygnus utilizaran el Falcon 9 de SpaceX. Las siguientes misiones utilizaran el cohete Antares 300 de próxima generación. La próxima misión del Cygnus la cual será la NG-20 se tiene prevista para el 29 de enero de 2024 a bordo del Falcon 9.
| #  | Misión                                | Carga | Variante | Fecha de lanzamiento     | Fecha de término de la misión | Cohete       | Peso de la carga | Resultado         | Ref.                 |
| -- | ------------------------------------- | --- | -------- | ------------------------ | ----------------------------- | ------------ | ---------------- | ----------------- | -------------------- |
| 1  | Cygnus Orb-D1 G. David Low            | Cygnus 1 Vuelo de prueba de la Orbital Sciences COTS | Estándar | 18 de septiembre de 2013 | 23 de octubre de 2013         | Antares 110  | 700 kg           | Éxito             | [ 12 ] [ 13 ]        |
| 1  | Cygnus Orb-D1 G. David Low            | Primera misión realizada con una nave Cygnus, primera Cygnus acoplada a la ISS, segundo lanzamiento de un cohete Antares. El acoplamiento con la estación fue retrasado tras un intento fallido debido a problemas técnicos con el GPS, pero una semana después se volvió a intentar esta vez con éxito.                                                                                                |          |                          |                               |              |                  |                   |                      |
| 2  | Orb-1 (CRS-1) C. Gordon Fullerton     | Orbital-1 | Estándar | 9 de enero de 2014       | 19 de febrero de 2014         | Antares 120  | 1,260 kg         | Éxito             | [ 15 ] [ 16 ]        |
| 2  | Orb-1 (CRS-1) C. Gordon Fullerton     | Primera misión Cygnus del Servicio Comercial de Abastecimiento (CRS por sus siglas en inglés, primer lanzamiento de un Antares usando la etapa superior Castor 30B. |          |                          |                               |              |                  |                   |                      |
| 3  | Orb-2 (CRS-2) Janice E. Voss          | Vuelo 2 del Servicio Comercial de Abastecimiento (CRS) de la Orbital Sciences | Estándar | 13 de julio de 2014      | 17 de agosto de 2014          | Antares 120  | 1,494 kg         | Éxito             | [ 17 ] [ 18 ]        |
| 3  | Orb-2 (CRS-2) Janice E. Voss          | Segunda misión Cygnus del Servicio Comercial de Abastecimiento (CRS). |          |                          |                               |              |                  |                   |                      |
| 4  | Orb-3 (CRS-3) Deke Slayton            | Vuelo 3 del Servicio Comercial de Abastecimiento (CRS) de la Orbital Sciences | Estándar | 28 de octubre de 2014    |                               | Antares 130  | 2,215 kg         | Fallo lzto        | [ 6 ] [ 19 ] [ 20 ]  |
| 4  | Orb-3 (CRS-3) Deke Slayton            | Primer cohete Antares en usar la etapa superior Castor 30XL, fue retrasado debido a un bote en la zona de seguridad del lanzamiento. El segundo intento de despegue sufrió una anomalía catastrófica que resultó en la explosión del cohete a los 15 segundos. La carga incluía comida, medicamentos, partes para experimentos y un satélite para pruebas de vuelo, el Arkyd-3, de Planetary Resources. |          |                          |                               |              |                  |                   |                      |
| 5  | OA-4 (CRS-4) Deke Slayton II          | Vuelo 4 del Servicio Comercial de Abastecimiento (CRS) de la Orbital Sciences | Mejorada | 6 de diciembre de 2015   | 20 de febrero de 2016         | Atlas V 401  | 3,513 kg         | Éxito             | [ 21 ] [ 22 ] [ 23 ] |
| 5  | OA-4 (CRS-4) Deke Slayton II          | Primera misión utilizando la Cygnus mejorada; Orbital Sciences contrató a la United Launch Alliance (ULA) para que la nave fuese trnsportada en un cohete Atlas V desde la Estación de la Fuerza Aérea de Cabo Cañaveral. |          |                          |                               |              |                  |                   |                      |
| 6  | OA-6 (CRS-6) Rick Husband             | Vuelo 6 del Servicio Comercial de Abastecimiento (CRS) de la Orbital Sciences | Mejorada | 23 de marzo de 2016      | 22 de junio de 2016           | Atlas V 401  | 3,519 kg         | Éxito             | [ 24 ] [ 25 ]        |
| 6  | OA-6 (CRS-6) Rick Husband             | Segunda misión realizada en un cohete Atlas V. Orbital Sciences firmó un contrato con la ULA para realizar un tercer lanzamiento a bordo de un Atlas V si llegaba a ser necesario. |          |                          |                               |              |                  |                   |                      |
| 7  | OA-5 (CRS-5) Alan Poindexter          | Vuelo 5 del Servicio Comercial de Abastecimiento (CRS) de la Orbital Sciences | Mejorada | 17 de octubre de 2016    | 27 de noviembre de 2016       | Antares 230  | 2,342 kg         | Éxito             | [ 26 ] [ 27 ]        |
| 7  | OA-5 (CRS-5) Alan Poindexter          | El cohete Antares 230 despegó a las 7:45 p. m. ET, el 17 de octubre. El acoplamiento con la ISS se registró a las 10:53 a. m. ET del 23 de octubre. |          |                          |                               |              |                  |                   |                      |
| 8  | OA-7 (CRS-7) John Glenn               | Vuelo 7 del Servicio Comercial de Abastecimiento (CRS) de la Orbital Sciences | Mejorada | 18 de abril de 2017      | 11 de junio de 2017           | Atlas V 401  | 3,376 kg         | Éxito             | [ 25 ] [ 28 ] [ 29 ] |
| 8  | OA-7 (CRS-7) John Glenn               | |          |                          |                               |              |                  |                   |                      |
| 9  | OA-8 (CRS-8) Gene Cernan              | Vuelo 8 del Servicio Comercial de Abastecimiento (CRS) de la Orbital Sciences | Mejorada | 12 de noviembre de 2017  | 18 de diciembre de 2017       | Antares 230  | 3,338 kg         | Éxito             | [ 11 ] [ 30 ]        |
| 9  | OA-8 (CRS-8) Gene Cernan              | |          |                          |                               |              |                  |                   |                      |
| 10 | OA-9 (CRS-9) James R. Thompson Jr.    | Vuelo 9 del Servicio Comercial de Abastecimiento (CRS) de la Orbital Sciences | Mejorada | 21 de mayo de 2018       | 30 de julio de 2018           | Antares 230  | 3,350 kg         | Éxito             | [ 31 ] [ 32 ] [ 33 ] |
| 10 | OA-9 (CRS-9) James R. Thompson Jr.    | |          |                          |                               |              |                  |                   |                      |
| 11 | NG-10 (CRS-10) John Young             | Vuelo 10 del Servicio Comercial de Abastecimiento (CRS) del Northrop Grumman | Mejorada | 17 de noviembre de 2018  | 8 de febrero de 2019          | Antares 230  | 3,350 kg         | Éxito             | [ 34 ] [ 35 ]        |
| 11 | NG-10 (CRS-10) John Young             | |          |                          |                               |              |                  |                   |                      |
| 12 | NG-11 (CRS-11) Roger Chaffee          | Vuelo 11 del Servicio Comercial de Abastecimiento (CRS) de Northrop Grumman | Mejorada | 17 de abril de 2019      | 6 de agosto de 2019           | Antares 230  | 3,436 kg         | Éxito             |                      |
| 12 | NG-11 (CRS-11) Roger Chaffee          | |          |                          |                               |              |                  |                   |                      |
| 13 | NG-12 (CRS-12) S.S.Alan Bean          | Vuelo 12 del Servicio Comercial de Abastecimiento (CRS-2) de Northrop Grumman | Mejorada | 2 de noviembre de 2019   | 31 de enero de 2020           | Antares 230+ | 3,729 kg         | Éxito             |                      |
| 13 | NG-12 (CRS-12) S.S.Alan Bean          | |          |                          |                               |              |                  |                   |                      |
| 14 | NG-13 (CRS-13) S.S.Robert Lawrence Jr | Vuelo 13 del Servicio Comercial de Abastecimiento (CRS-2) de Northrop Grumman | Mejorada | 15 de febrero de 2020    | 11 de mayo de 2020            | Antares 230+ | 3,633 kg         | Éxito             |                      |
| 14 | NG-13 (CRS-13) S.S.Robert Lawrence Jr | |          |                          |                               |              |                  |                   |                      |
| 15 | NG-14 (CRS-14) S.S.Kalpana Chawla     | Vuelo 14 del Servicio Comercial de Abastecimiento (CRS-2) de Northrop Grumman | Mejorada | 3 de octubre de 2020     | 6 de enero de 2021            | Antares 230+ | 3,458 kg         | Éxito             |                      |
| 15 | NG-14 (CRS-14) S.S.Kalpana Chawla     | |          |                          |                               |              |                  |                   |                      |
| 16 | NG-15 (CRS-15) S.S.Katherine Johnson  | Vuelo 15 del Servicio Comercial de Abastecimiento (CRS-2) de Northrop Grumman | Mejorada | 20 de febrero de 2021    | 29 de junio de 2021           | Antares 230+ | 3,800 kg         | Éxito             |                      |
| 16 | NG-15 (CRS-15) S.S.Katherine Johnson  | |          |                          |                               |              |                  |                   |                      |
| 17 | NG-16 (CRS-16) S.S.Ellison Onizuka    | Vuelo 16 del Servicio Comercial de Abastecimiento (CRS-2) de Northrop Grumman | Mejorada | 10 de agosto de 2021     | 20 de noviembre de 2021       | Antares 230+ | 3,723 kg         | Éxito             |                      |
| 17 | NG-16 (CRS-16) S.S.Ellison Onizuka    | |          |                          |                               |              |                  |                   |                      |
| 18 | NG-17 (CRS-17) S.S.Piers Sellers      | Vuelo 17 del Servicio Comercial de Abastecimiento (CRS-2) de Northrop Grumman | Mejorada | 19 de febrero de 2022    | 29 de junio de 2022           | Antares 230+ | TBD kg           | Éxito             |                      |
| 18 | NG-17 (CRS-17) S.S.Piers Sellers      | |          |                          |                               |              |                  |                   |                      |
| 19 | NG-18 (CRS-18) S.S.Sally Ride         | Vuelo 18 del Servicio Comercial de Abastecimiento (CRS-2) de Northrop Grumman | Mejorada | 7 de noviembre de 2022   | 22 de abril de 2023           | Antares 230+ | TBD kg           | Éxito             |                      |
| 19 | NG-18 (CRS-18) S.S.Sally Ride         | |          |                          |                               |              |                  |                   |                      |
| 20 | NG-19 (CRS-19) S.S.Laurel Clark       | Vuelo 19 del Servicio Comercial de Abastecimiento (CRS-2) de Northrop Grumman | Mejorada | 2 de agosto de 2023      | acoplada                      | Antares 230+ | TBD kg           | Acoplada a la ISS | [ 36 ]               |
| 20 | NG-19 (CRS-19) S.S.Laurel Clark       | |          |                          |                               |              |                  |                   |                      |